# Trifolieae
Trifolieae (Bronn) Endl., 1830 è una tribù di piante della famiglia delle Fabacee (sottofamiglia Faboideae).

## Distribuzione e habitat
La tribù ha un areale prevalentemente paleartico; un genere (Trifolium) è presente anche nelle regioni temperate del Nuovo Mondo e un altro (Parochetus) è ristretto alle aree montane delle regioni tropicali di Africa e Asia. Alcune specie (Trifolium spp. e Medicago spp), sono state introdotte come piante da foraggio in diverse parti del mondo.

## Tassonomia
La tribù comprende 6 generi e oltre 500 specie:
- Medicago L., 1753 (90 specie)
- Melilotus (L.) Mill., 1754 (23 spp.)
- Ononis L., 1753 (88 spp.)
- Parochetus Buch.-Ham. ex D. Don, 1825 (2 spp.)
- Trifolium L., 1753 (291 spp.)
- Trigonella L., 1753 (104 spp)